# Hadschi Halef Omar (Freilichtspiel)
Das Freilichtspiel Hadschi Halef Omar nach Vorlagen von Karl May wurde von Roland Schmid und Wulf Leisner als Theaterstück für Freilichtbühnen geschrieben:
Ein Freilichtspiel nach Karl Mays Reiseerzählungen „Durch die Wüste“ und „Allah il Allah“ von Wulf Leisner und Roland Schmid für 3 Damen, 18 Herren. Stat.

## Inhalt

### 1. Akt
In einer Schlucht des Homra-Gebirges wird der französische Gesandte Galingré von dem türkischen Sendling Sadik Effendi und dem russischen Sendling Aksakow ermordet und vergeblich nach wichtigen Papieren durchsucht. Kara Ben Nemsi und Hadschi Halef Omar kommen hinzu und verhören die beiden, die leugnen, mit dem Mord zu tun zu haben.
Nachdem die Sendlinge abgeritten sind, untersuchen Kara und Halef den Toten und finden im Turban wichtige Papiere: eine Warnung an die Beni Sallah und den Plan eines geheimen Karawanenweges. Es geht um 300 Gewehre und 300.000 Patronen, ein Geschenk der fremden Sendlinge (= Sufara) an den Scheik der Beni Suef zum Kampf gegen die Beni Sallah. Die Zwietracht der großen Stämme bedeutet Macht und Herrschaft der Länder der fremden Sufara über alle Stämme der Beni Arab. Kara und Halef nehmen seine Uhr an sich und bestatten den Toten.
Eine Gruppe der El-Homra erscheint, gefolgt von Krüger Bei, dem Obersten der tunesischen Leibwache des Bei von Tunis (und zugleich Berater des großen Khedive). Sadik Effendi und Aksakow beschuldigen Kara und Halef des Mordes an Galingré. Achmed, der Scheik der El-Homra, will die beiden festnehmen lassen. Krüger Bei aber erkennt seinen Freund Kara und bürgt für ihn und seinen Diener Halef. Stattdessen werden nun die beiden Sendlinge verhaftet.
Krüger Bei will stellvertretend für seinen Pascha, den Bei von Tunis, eine junge Frau „erwerben“. Es handelt sich dabei um das Beduinenmädchen Hiluja, die Schwester Badijas, der Königin der Wüste. Sie wird begleitet von Haluja, ihrer alten Dienerin, und dem Targi Ben Hamalek.
Krüger Bei wird vom herbeigeeilten Mullah getraut und gleich wieder geschieden. Es stellt sich aber heraus, dass die Erwählte und gleich wieder Verstoßene nicht Hiluja ist, sondern Haluja, die alte Dienerin. Krüger Bei ist verärgert, dass er für diese so viel Brautgeld bezahlt hat.
Im Hintergrund fallen mehrere Schüsse: Ben Hamalek hat heimlich die Sendlinge befreit. Er selber entkommt der aufgeregten Szene mit Hiluja.
Kara, Halef, Krüger Bei, Achmed und Haluja nehmen die Verfolgung auf und machen sich auf den Weg zur Oase Sokna.

### 2. Akt
Akskow und Sadik beobachten, wie sich Scheik Mehemed, sein Bruder Amram und einige Beni Suef nähern, mit Hilal, einem Ben Salah, in ihrer Mitte. Dieser traf unterwegs auf die geheimnisvolle Karawane und der Chabir gestattete seinen Anschluss. Ehe sie abziehen, bittet Sadik Mehemed darum, dass Amram diesen Hilal zum Schweigen bringt.
Im erregten Dialog zwischen Amram und Hilal verrät Amram das Geheimnis der Karawane und jagt Hilal ohne Pferd in die Wüste. Er schießt mehrfach auf ihn. Hilal bleibt reglos hinter einem Felsblock liegen. In der Ferne ist das Singen des Sandes zu hören.
Ben Hamalek und Hiluja erscheinen auf der Bildfläche. Der Sandsturm hat sich zwischen sie und ihre Verfolger gelegt. Hiluja droht Ben Hamalek mit ihrer Schwester, der großen Khanum, der Gebieterin der Wüste, und der Rache der Beni Sallah. Sie ist sich sicher, dass der fremde Effendi sie retten wird.
Und tatsächlich: Kara Ben Nemsi erscheint und ringt Ben Hamalek nieder und fesselt ihn. Halef will Kara und die befreite Hiluja miteinander verkuppeln. Kara aber will sich weder zum Islam bekehren noch mit der Frau verbinden.
Der laut zeternde Krüger Bei tritt auf. Scheik Achmed, Haluja und die Krieger der El-Homra kommen nach. Achmed sieht den Targi und fragt nach den entkommenen Sufara. Er will über Ben Hamalek zu Gericht sitzen. Aber Kara Ben Nemsi lässt ihn frei. Ehe dieser fortreiten kann, holt sich Krüger Bei bei ihm die 300 Maria-Theresien-Taler wieder, die er für seine „Brautwerbung“ zahlte. Der Scheik und die Krieger der Homra nehmen die Verfolgung des Targi auf.
Krüger Bei begegnet nun seiner ursprünglich erstrebten Braut und ist ganz begeistert von Hiluja. Kara mahnt zum Aufbruch und will die Töchter der Beni Abbas sicher durch die Gefahren und Schrecken der Wüste zu den Zelten der Beni Sallah geleiten.
Kara und Halef entdecken den tödlich verletzten Hilal, der fiebernd von der Geisterkarawane spricht, die nicht zu den Beni Suef gelangen darf.
Amram, Ali und Ibrahim jagen auf ihren Pferden herbei. Die Gruppe schützt Hilal vor den Blicken der Beni Suef. Mit letzter Kraft klagt Hilal die Mörder an und bricht dann zusammen. Kara richtet den Revolver auf sie. Amram gibt die Tötung Hilals zu und berichtet vom Untergang der Karawane im Sandsturm. Kara glaubt ihm nicht und bittet Halef um Weggeleit zum Sand des Verderbens. Ali und Ibrahim werden zu den Beni Suef entlassen, Amram bleibt als Faustpfand auf dem Weg zu den Beni Sallah bei Kara und Halef.

### 3. Akt
In der heiligen Versammlung der Beni Sallah (mit Muezzin und Imam) zur Wahl eines neuen Scheiks ruft Badija zum Frieden, Faled zum Kampf auf. Faled erinnert die Witwe seines Bruders an das Gesetz: Die Witwe des Scheiks muss das Weib seines Bruders werden. Die Khanum schweigt, weil ihr Herz Tarik gehört. Ein Zweikampf auf Leben und Tod muss die Sache entscheiden.
Kara mischt sich ein und verweist auf das falsche Spiel der Sendlinge, die beiden Stämmen Waffen geliefert haben. Aksakow seinerseits beschuldigt Kara und Krüger Bei der Absicht, die freien Beduinenstämme unterwerfen zu wollen.
Halef mischt sich ein und bringt Faled im Zweikampf zu Fall. Die Stimmung der Versammlung verdüstert sich. Kara und Faled kämpfen, Kara zwingt Faled nieder gibt ihn aber wieder frei. Imam Esra geht dazwischen und erinnert an den Frieden der Dschemma.
Badija und Kara Ben Nemsi teilen das Salz der Freundschaft. Kara berichtet vom Geheimnis der großen Karawane und legt zum Beweis die Papiere vor. Er vernichtet den Plan, damit aus dem Sand des Verderbens ein Sand des Vergessens wird. Halef vertreibt mit seiner Nilpferdpeitsche die beiden Sendlinge.
Tarik, Halef und Kara (und auch Krüger Bei) sind auf die Frage des Muezzin hin bereit, um Badija mit Faled zu kämpfen. Als erster will Krüger Bei kämpfen und schwingt seinen Säbel. Faled will nicht gegen diesen Derwisch antreten. Kara erklärt sich bereit, für Badija und zugleich Tarik zu kämpfen, da er als Christ nicht Scheik der Beni Sallah werden kann.
Im Zweikampf streckt Kara Faled zu Boden. Dieser bittet widerstrebend um Gnade. Kara schenkt ihm das Leben. Esra verstößt daraufhin Faled feierlich aus dem Stamm der Beni Sallah. Tarik wird zum Scheik ausgerufen. Die Khanum folgt den Gesetzen der Väter.
Die Versammlung hält Gericht über Amram, den Mörder Hilals. Als das Todesurteil verkündet werden soll, schreitet Hiluja ein und erinnert an ein altes Versprechen: Sie hat nach einer früheren Errettung aus Lebensgefahr eine Bitte frei und erbittet für Amram die Freiheit. Auch Kara bittet um das Leben Amrams und das Ende der Blutrache.
Tarik löst Amrams Fesseln. Hiluja erinnert ihn daran, dass er mit seiner Tat vor Allah noch nicht frei ist. Amram ist sich dessen bewusst und will alles für die Versöhnung tun. Tarik erklärt Amram zu seinem Bruder und übergibt ihm als äußeres Zeichen die Kleider Hilals, seines getöteten Bruders. Eine arabische Fantasia beschließt die große Stunde des Friedens.
Von der Höhe des Kastells ertönt plötzlich Badijas Schrei: Faled hat sie als Geisel genommen. Tarik erstürmt den Felsen und besiegt Faled in einer atemberaubenden Szene.
Es fällt ein Schuss: Scheik Mehemed erscheint mit den bewaffneten Kriegern der Beni Suef. Er erschießt Amram in der Meinung, es sei Tarik. Kara kniet neben Amram, desgleichen Halef und Hiluja. Der Sterbende bittet die Scheiks der Beni Suef und der Beni Sallah, sich die Hände zu reichen. Amram zu Hiluja: „Es ist mir gelungen, mich selbst zu retten.“ Hiluja zu den Stämmen: „Nimmt der Mensch die Rache in die Hand, so trifft er niemanden als den eigenen Bruder! Von nun an sei Friede!“
Sadik lästert darüber, Mehemed erschießt ihn als den wahren Schuldigen. Kara appelliert noch einmal an alle Krieger. Feierliche Gesten, bewegende Abschiedsworte und große arabische Fantasia zum Schluss!

## Aufführungen
Uraufgeführt wurde das Freilichtspiel 1955 in Bad Segeberg und war damit die erste Orient-Inszenierung nach Karl May überhaupt. Weitere Aufführungen fanden statt 1959 in Bad Segeberg und 1964 beim Elspe Festival.
Wulf Leisners Freilichtspiel „Durch die Wüste“ (1963) benutzte sehr ähnliche Vorlagen und Textauswahlen – Roland Schmid sah darin nur eine Reprise und sich übergangen.
2012 hat die Freilichtbühne Jonsdorf diese Stoffauswahl als „Die große Orientreise“ dramatisiert.

## Quelle
- Wulf Leisner, Roland Schmid: Hadschi Halef Omar. Abenteuer in Nordafrika nach Karl Mays Reiseerzählungen „Durch die Wüste“ – „Merhameh“ – „Allah il Allah“ für Freilichtbühnen bearbeitet, Bamberg: Karl-May-Verlag, 3. Auflage 1964.